# Llengües nyasa
Les llengües nyasa són aparentment un grup filogenètic vàlid de les llengües bantus. Amb la reassignació d'un parell de llengües de la la zona N de Guthrie a altres grups, el nyasa és essencialment sinònim de "zona N".
Les llengües del grup (amb el codi assignat per Guthrie) són:
- Tumbuka (N20) [excloent el dialecte senga].
- Chewa (Nyanja) (N30).
- Sena (N40, reduït): Nsenga, Kunda-Nyungwe, Sena (incl. Podzo, Rue)

El mal documentat Mwera-Nyasa és N20 i presumiblement també pertany a les llengües nyasa. Nurse (2003) té dubtes sobre la inclusió del nyungwe i el sena.

## Comparació lèxica
Els numerals en diferents llengües nyasa són
| GLOSSA | Kunda | Nyangwe  | Nyanja   | Nsnega | Tumbuka    | PROTO- NYASA |
| ------ | ----- | -------- | -------- | ------ | ---------- | ------------ |
| '1'    | -mozi | posi     | cimɔ́dzi  | -môzi  | ka-môza    | *mozi        |
| '2'    | -ŵili | piri     | (zi)βíri | -ŵîli  | tu-ŵîri    | *biri        |
| '3'    | -tatu | tatu     | (zi)tátu | -tâtu  | tu-tâtu    | *tatu        |
| '4'    | -nai  | nai      | (zi)nái  | -nâi   | tu-nâyi    | *nai         |
| '5'    | -sano | ʃanu     | (zi)sanu | -sanu  | tu-nkʰonde | *ʃanu        |
| '6'    | 5+1   | taⁿtʰatu | 5+1      | 5+1    | 5+1        | *5+1         |
| '7'    | 5+2   | tʃinomwe | 5+2      | 5+2    | 5+2        | *5+2         |
| '8'    | 5+3   | sere     | 5+3      | 5+3    | 5+3        | *5+3         |
| '9'    | 5+4   | pfemba   | 5+4      | 5+4    | 5+4        | *5+4         |
| '10'   | kʰumi | kʰumi    | kʰúmi    | kʰûmi  | kʰûmi      | *kʰumi       |